# Mozgatható örökség
A mozgatható örökség műtárgyai és az ezeket őrző múzeumok a kulturális sokszínűség kivételes példái. A kultúrákkal kapcsolatos tudás tárházaiként, a hivatalos és informális oktatás központjaiként a múzeumok hozzájárulnak a kölcsönös megértés és kulturális kohézió megvalósulásához, valamint a gazdasági és emberi fejlődéshez.

## Mozgatható örökség
A mozgatható örökség fogalma minden, örökségi jelentőségű természetes vagy emberkéz alkotta tárgyat magában foglal. A föld alatt vagy víz alatt talált régészeti leletekre nem vonatkozik.
Mozgatható örökség lehet egy fontos hétköznapi használati tárgy vagy régiség, akár egyetlen darabként, készletként vagy teljes gyűjteményként. Például: 
- ipari berendezés, pl traktor, eke, a fészer berendezése;
- bútor, házi gyűjtemény, levelezés, pénztárkönyvek, vagy az örökségi helyszín bármely eleme;
- sporttal és közösségi szerveződésekkel kapcsolatos gyűjtemények és archívumok;
- az őslakosok vagy más kulturális csoportok számára fontos vallási vagy szertartáshoz használt tárgyak;
- természetes tárgyak, pl fosszília és botanikai minta;
- múzeumi tárgyak és gyűjtemények.

## Jelentősége
A többi örökséghez hasonlóan a mozgatható örökség történelmi tényeket tár elénk az emberek élményeiről, életmódjukról, és a természethez fűződő viszonyukról. Segítségükkel tanulmányozhatjuk a történetírásból kimaradt emberek, nők és vándorló közösségek életét.
A mozgatható örökség műtárgyai emlékeket és családok vagy nagyobb közösségek történeteit hordozzák.
Az őslakosok számára a mozgatható örökség ugyanolyan jelentőséggel bír, mint a földjük és a kulturális emlékhelyeik. Ezek a műtárgyak fontos szerepet játszanak a hagyományőrzésben.
Ezek a műtárgyak könnyen gazdát cserélnek eladás, költözés, divat, és a használat egyéb megnyilvánulásai során, ezért örökségi jelentőségük elismerése előtt megsérülhetnek, ellophatják őket vagy elveszhetnek.
A mozgatható örökség tárgyai természetesen hozzájárulnak az örökségi helyszínek jelentőségéhez, illetve adott kulturális csoportokhoz, közösségekhez vagy vallási csoportokhoz kötődhetnek.

## Múzeumok
A múzeumok elősegítik a kulturális örökség integrált megközelítését, és előmozdítják az alkotás és az örökség közötti kapcsolat összefüggéseinek folyamatosságát. Lehetővé teszik a közönség széles rétegei számára gyökereik újra-fölfedezését és más kultúrák megismerését, mely a helyi közösségek és a hátrányos helyzetű csoportok számára nagy fontossággal bír. Mindemellett a múzeumok személyzetének jelentős része egyáltalán nem vagy csak nagyon kevéssé rendelkezik a professzionális színvonalnak megfelelő technikai tudással. Ráadásul a mozgatható kulturális műtárgyakat kiemelten veszélyezteti az illegális kereskedelem mind piaci értékük, mind a kulturális identitás meghatározásában játszott szerepük miatt.
Ennélfogva az UNESCO stratégiája a következőkre fókuszál: Legkevésbé Fejlett Országok (LFO), szükséghelyzetben lévő (harci események vagy természeti csapás után álló) elsősorban afrikai országok; valamint azon múzeumok, melyek leginkább hozzájárulnak az örökség integrált megértéséhez, és ösztönző szerepet játszhatnak a helyi közösségek és hátrányos helyzetű csoportok gazdasági, társadalmi és emberi fejlődésében. A stratégia megvalósításának eszközei:
- a tárgyak állagmegóvásának egyszerű és hatékony technikájára irányuló oktatások, külön hangsúlyozva a pedagógiai eszközök létrehozását;
- szakmai hálózatok és partnerségek megerősítésével történő múzeumfejlesztés;
- figyelemfelkeltés és oktatási tevékenységek során a képzés tartalmának javítása és a tudáshoz való hozzáférés megkönnyítése;
- figyelemfelkeltés, tanácsadói tevékenységek és innovatív partnerségek segítségével a kulturális műtárgyak visszaszolgáltatásának, helyreállításának és jobb hozzáférhetőségének támogatása;
- a normatív és operációs tevékenységek összehangolt kivitelezése, különös tekintettel az illegális kereskedelem elleni harcra és a vízalatti kulturális örökség megőrzésére.